# Stroești, Iași
Stroești este un sat în comuna Todirești din județul Iași, Moldova, România.